# Oncocnemis rosea
Oncocnemis rosea är en fjärilsart som beskrevs av Smith 1903. Oncocnemis rosea ingår i släktet Oncocnemis och familjen nattflyn. Inga underarter finns listade i Catalogue of Life.